# Aeropuerto Internacional de Túnez-Cartago
El Aeropuerto Internacional de Túnez-Cartago (árabe: مطار تونس قرطاج الدولي) (IATA: TUN, OACI: DTTA) es el aeropuerto más importante de Túnez. Se encuentra a 8 km al noreste de la ciudad de Túnez y al este de la histórica ciudad de Cartago, a 7 metros sobre el nivel del mar. Al igual que la gran mayoría de los aeropuertos de Túnez, el aeropuerto es administrado por la Oficina de Aviación Civil y Aeropuertos (OACA).
El 23 de septiembre de 2006 se inauguró una nueva terminal para vuelos chárter aliviando el tráfico al poseer dos terminales. Fue construida en una área de 5500 metros cuadrados, logrando que la nueva Terminal II pueda absorber hasta 500.000 pasajeros al año. La instalación se compone de tres edificios; salidas, llegadas y tránsito.

## Aerolíneas y destinos

### Destinos domésticos
| Aerolíneas       | Destinos      |
| ---------------- | ------------- |
| Tunisair Express | Yerba, Tozeur |

### Destinos internacionales
| Ciudades por países | Nombre del aeropuerto                                  | Aerolíneas                                | Aeronaves         | Frecuencias semanales |        |
| África              | África                                                 | África                                    | África            | África                | África |
| ------------------- | ------------------------------------------------------ | ----------------------------------------- | ----------------- | --------------------- | ------ |
| Argelia             |                                                        |                                           |                   |                       |        |
| Argel               | Aeropuerto Internacional Houari Boumedienne            | Air Algérie Nouvelair Tunisair            | A320-200          |                       |        |
| Orán                | Aeropuerto de Orán es Senia                            | Tunisair                                  |                   |                       |        |
| Benín               |                                                        |                                           |                   |                       |        |
| Cotonú              | Aeropuerto de Cotonú-Cadjehoun                         | Tunisair                                  |                   |                       |        |
| Burkina Faso        |                                                        |                                           |                   |                       |        |
| Uagadugú            | Aeropuerto de Uagadugú                                 | Tunisair                                  |                   |                       |        |
| Costa de Marfil     |                                                        |                                           |                   |                       |        |
| Abiyán              | Aeropuerto Port Bouet                                  | Tunisair                                  |                   |                       |        |
| Egipto              |                                                        |                                           |                   |                       |        |
| El Cairo            | Aeropuerto Internacional de El Cairo                   | EgyptAir Tunisair                         |                   |                       |        |
| Guinea              |                                                        |                                           |                   |                       |        |
| Conakri             | Aeropuerto Internacional de Conakri                    | Tunisair                                  |                   |                       |        |
| Libia               |                                                        |                                           |                   |                       |        |
| Bengasi             | Aeropuerto Internacional de Benina                     | Libyan Airways                            |                   |                       |        |
| Misurata            | Aeropuerto Internacional de Misurata                   | Libyan Airways                            |                   |                       |        |
| Trípoli             | Aeropuerto Internacional Mitiga                        | Libyan Airways                            |                   |                       |        |
| Mali                |                                                        |                                           |                   |                       |        |
| Bámako              | Aeropuerto Internacional de Bamako-Senou               | Tunisair                                  |                   |                       |        |
| Marruecos           |                                                        |                                           |                   |                       |        |
| Casablanca          | Aeropuerto Internacional Mohammed V                    | Air Arabia Maroc Royal Air Maroc Tunisair | A320-214          |                       |        |
| Mauritania          |                                                        |                                           |                   |                       |        |
| Nuakchot            | Aeropuerto de Nuakchot                                 | Mauritania Airlines Tunisair              |                   |                       |        |
| Níger               |                                                        |                                           |                   |                       |        |
| Niamey              | Aeropuerto Internacional Diori Hamani                  | Tunisair                                  |                   |                       |        |
| Senegal             |                                                        |                                           |                   |                       |        |
| Dakar               | Aeropuerto Internacional Blaise Diagne                 | Tunisair                                  |                   |                       |        |
| Asia                |                                                        |                                           |                   |                       |        |
| Arabia Saudita      |                                                        |                                           |                   |                       |        |
| Medina              | Aeropuerto Príncipe Mohammad Bin Abdulaziz             | Saudia                                    |                   |                       |        |
| Yida                | Aeropuerto Internacional Rey Abdulaziz                 | Saudia                                    |                   |                       |        |
| EAU                 |                                                        |                                           |                   |                       |        |
| Dubái               | Aeropuerto Internacional de Dubái                      | Emirates                                  |                   |                       |        |
| Jordania            |                                                        |                                           |                   |                       |        |
| Amán                | Aeropuerto Internacional Queen Alia                    | Royal Jordanian                           |                   |                       |        |
| Líbano              |                                                        |                                           |                   |                       |        |
| Beirut              | Aeropuerto Internacional Rafic Hariri                  | Tunisair                                  |                   |                       |        |
| Catar               |                                                        |                                           |                   |                       |        |
| Doha                | Aeropuerto Internacional de Doha                       | Qatar Airways                             |                   |                       |        |
| Europa              |                                                        |                                           |                   |                       |        |
| Alemania            |                                                        |                                           |                   |                       |        |
| Berlín              | Aeropuerto de Berlín-Brandeburgo Willy Brandt          | Tunisair                                  |                   |                       |        |
| Colonia/Bonn        | Aeropuerto de Colonia/Bonn                             | Eurowings                                 |                   |                       |        |
| Dusseldorf          | Aeropuerto Internacional de Dusseldorf                 | Tunisair                                  |                   |                       |        |
| Fráncfort del Meno  | Aeropuerto de Fráncfort del Meno                       | Lufthansa Tunisair                        |                   |                       |        |
| Múnich              | Aeropuerto Internacional de Múnich-Franz Josef Strauss | Lufthansa Tunisair                        |                   |                       |        |
| Austria             |                                                        |                                           |                   |                       |        |
| Viena               | Aeropuerto de Viena-Schwechat                          | Tunisair                                  |                   |                       |        |
| Bélgica             |                                                        |                                           |                   |                       |        |
| Bruselas            | Aeropuerto de Bruselas                                 | TUI fly Belgium Tunisair                  |                   |                       |        |
| España              |                                                        |                                           |                   |                       |        |
| Barcelona           | Aeropuerto de Barcelona-El Prat                        | Tunisair                                  |                   |                       |        |
| Madrid              | Aeropuerto de Madrid-Barajas                           | Air Europa Tunisair                       | B737              |                       |        |
| Francia             |                                                        |                                           |                   |                       |        |
| Estrasburgo         | Aeropuerto de Estrasburgo                              | Tunisair                                  |                   |                       |        |
| Lyon                | Aeropuerto de Lyon-Saint Exupery                       | Nouvelair Transavia France                | A320-200 B737-800 |                       |        |
| Marsella            | Aeropuerto de Marsella-Provenza                        | Nouvelair Tunisair                        | A320-200          |                       |        |
| Nantes              | Aeropuerto de Nantes Atlantique                        | Nouvelair Tunisair                        | A320-200          |                       |        |
| Niza                | Aeropuerto de Niza                                     | Nouvelair Tunisair                        | A320-200          |                       |        |
| París               | Aeropuerto de París-Charles de Gaulle                  | Air France Nouvelair                      | A320-200          |                       |        |
| París               | Aeropuerto de París-Orly                               | Transavia France Tunisair                 |                   |                       |        |
| Toulouse            | Aeropuerto de Toulouse-Blagnac                         | Nouvelair Tunisair                        | A320-200          |                       |        |
| Italia              |                                                        |                                           |                   |                       |        |
| Bolonia             | Aeropuerto de Bolonia                                  | Tunisair                                  |                   |                       |        |
| Milán               | Aeropuerto de Milán-Malpensa                           | Alitalia                                  |                   |                       |        |
| Nápoles             | Aeropuerto de Nápoles-Capodichino                      | Tunisair Express                          | ATR 72            |                       |        |
| Palermo             | Aeropuerto de Palermo-Punta Raisi                      | Tunisair Express                          | ATR 72            |                       |        |
| Roma                | Aeropuerto de Roma-Fiumicino                           | Alitalia Tunisair                         |                   |                       |        |
| Venecia             | Aeropuerto de Venecia-Marco Polo                       | Tunisair                                  |                   |                       |        |
| Luxemburgo          |                                                        |                                           |                   |                       |        |
| Luxemburgo          | Aeropuerto de Luxemburgo                               | Luxair                                    | DHC-8 Q402        |                       |        |
| Malta               |                                                        |                                           |                   |                       |        |
| La Valeta           | Aeropuerto Internacional de Malta                      | Tunisair Express                          | ATR 72            |                       |        |
| Países Bajos        |                                                        |                                           |                   |                       |        |
| Ámsterdam           | Aeropuerto de Ámsterdam-Schiphol                       | Tunisair                                  |                   |                       |        |
| Reino Unido         |                                                        |                                           |                   |                       |        |
| Londres             | Aeropuerto de Londres-Heathrow                         | Tunisair                                  |                   |                       |        |
| Londres             | Aeropuerto de Londres-Stansted                         | Tunisair                                  | A319-100          |                       |        |
| Suiza               |                                                        |                                           |                   |                       |        |
| Ginebra             | Aeropuerto Internacional de Ginebra                    | Tunisair                                  |                   |                       |        |
| Zúrich              | Aeropuerto Internacional de Zúrich                     | Tunisair                                  |                   |                       |        |
| Turquía             |                                                        |                                           |                   |                       |        |
| Estambul            | Aeropuerto de Estambul                                 | Nouvelair Tunisair Turkish Airlines       | A320-200          |                       |        |